# Chełm (jezioro)
Chełm – jezioro na Wysoczyźnie Łobeskiej, położone w gminie Łobez, w powiecie łobeskim, w woj. zachodniopomorskim. Powierzchnia zbiornika wynosi 6,52 ha.
Jezioro jest otoczone lasem sosnowo-dębowym. Według danych Urzędu Miejskiego w Łobzie nad brzegiem jeziora Chełm występuje lobelia jeziorna, której sprzyja oligotroficzny charakter jeziora. Chełm w typologii rybackiej jest jeziorem linowo-szczupakowym.
Ok. 0,9 km na wschód od jeziora przepływa rzeka Rega, natomiast ok. 0,6 km na północny zachód znajduje się jezioro Helka.
W 1955 roku zmieniono urzędowo niemiecką nazwę jeziora – Gollen-See, na polską nazwę – Chełmno. W 2006 roku Komisja Nazw Miejscowości i Obiektów Fizjograficznych w wykazie hydronimów przedstawiła nazwę Chełm.